# Доберсберг
Доберсберг (нім. Dobersberg) — ярмаркова комуна  (нім. Marktgemeinde)  в Австрії, у федеральній землі  Нижня Австрія.
Входить до складу округу Вайдгофен-ан-дер-Тайя. Населення становить 1654 особи (станом на 31 грудня 2013 року). Займає площу 47 км².
Парафіяльна церква Св. Ламберта, готична, перебудована у 19-му столітті. Замок Доберсберг є пам'ятником епохи Відродження, Замковий парк закладений на початку 19-го століття.

## Розташування
| Південночеський край | Південночеський край | Вальдкірхен-ан-дер-Тайя |
| Каутцен              | Розташування         | Карльштайн-ан-дер-Тайя  |
| Гаштерн              | Тайя                 |                         |

## Галерея

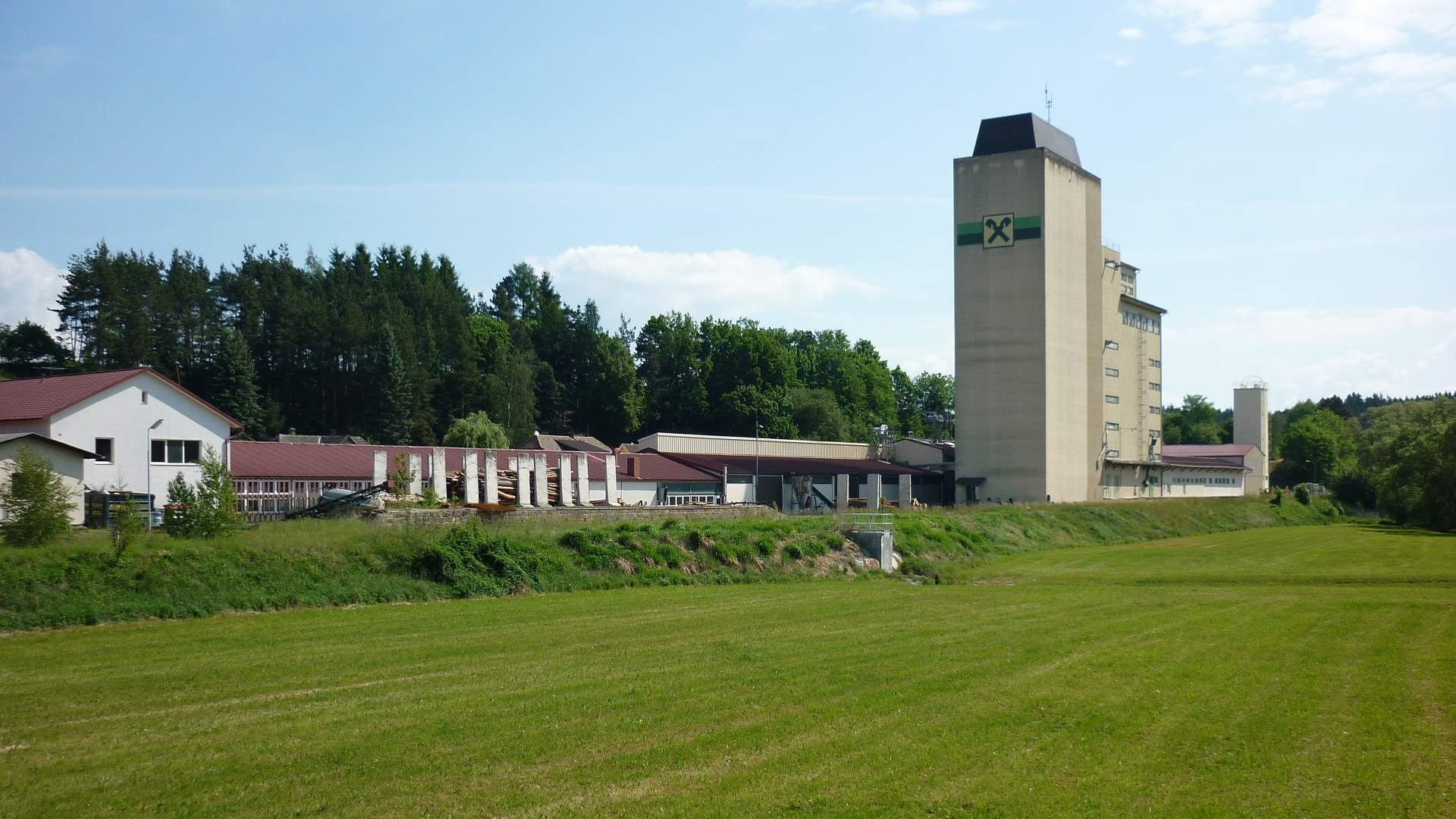
Залізнична станція
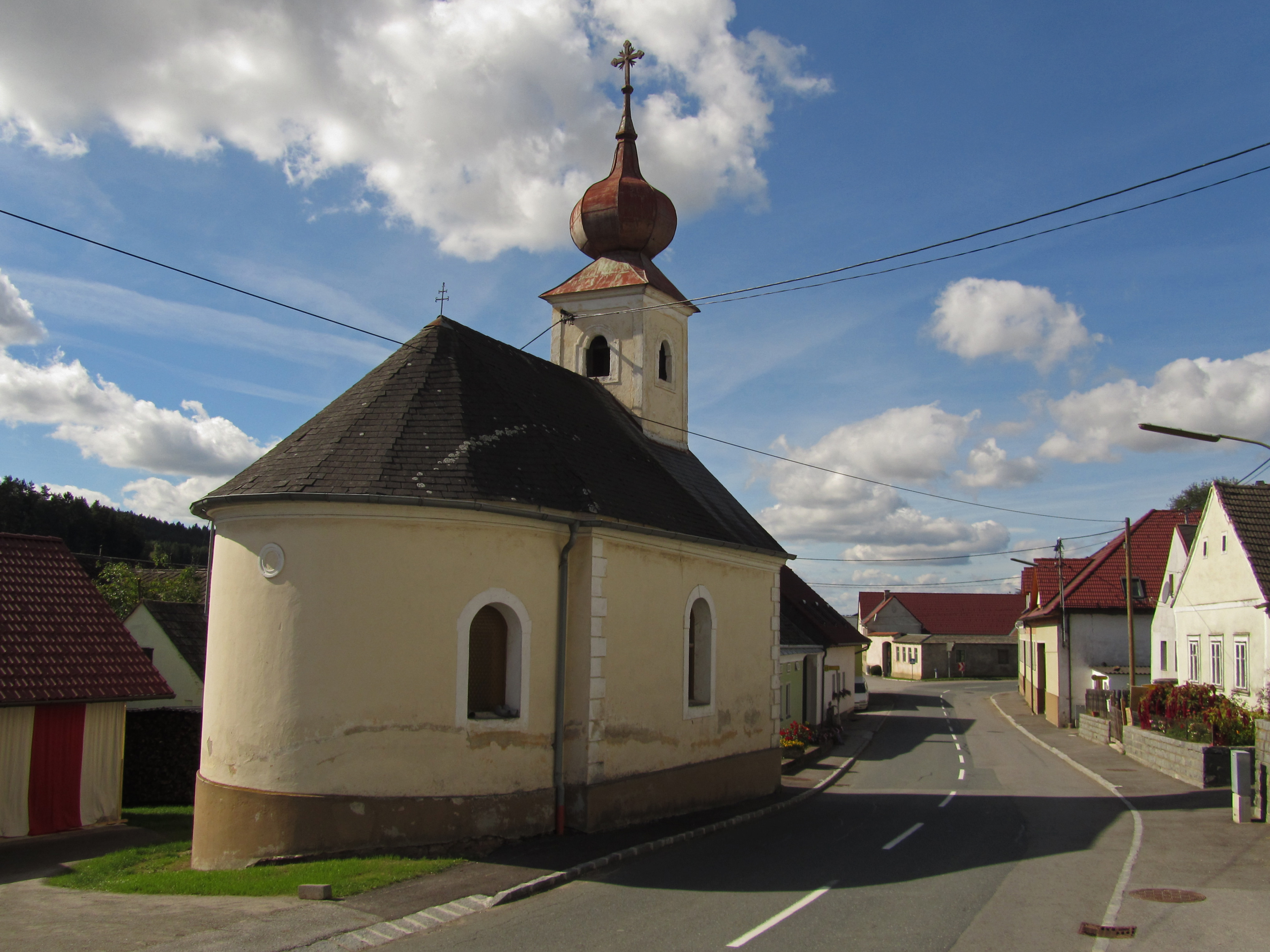
Церква, 1851
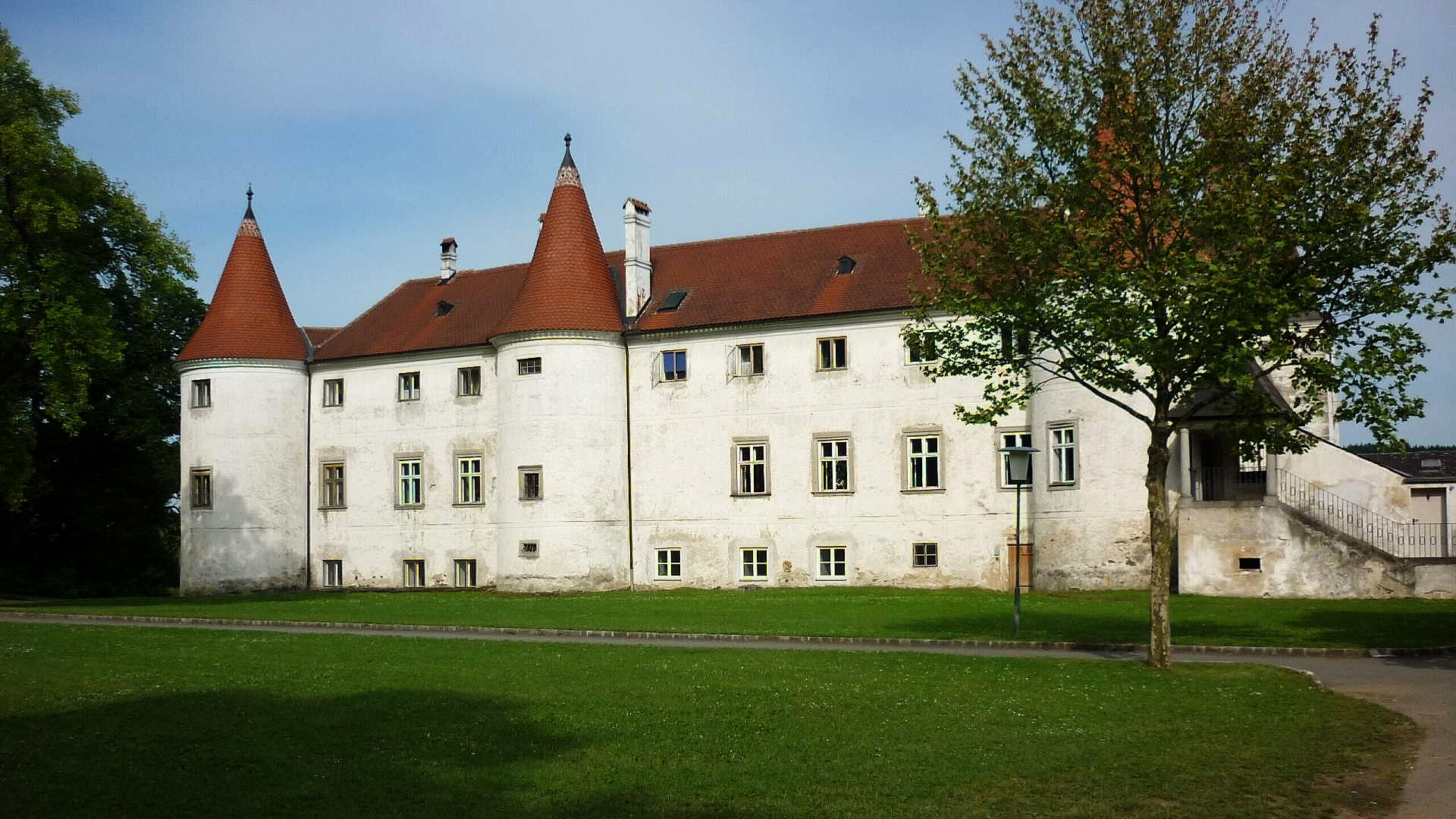
Замок Доберсберг
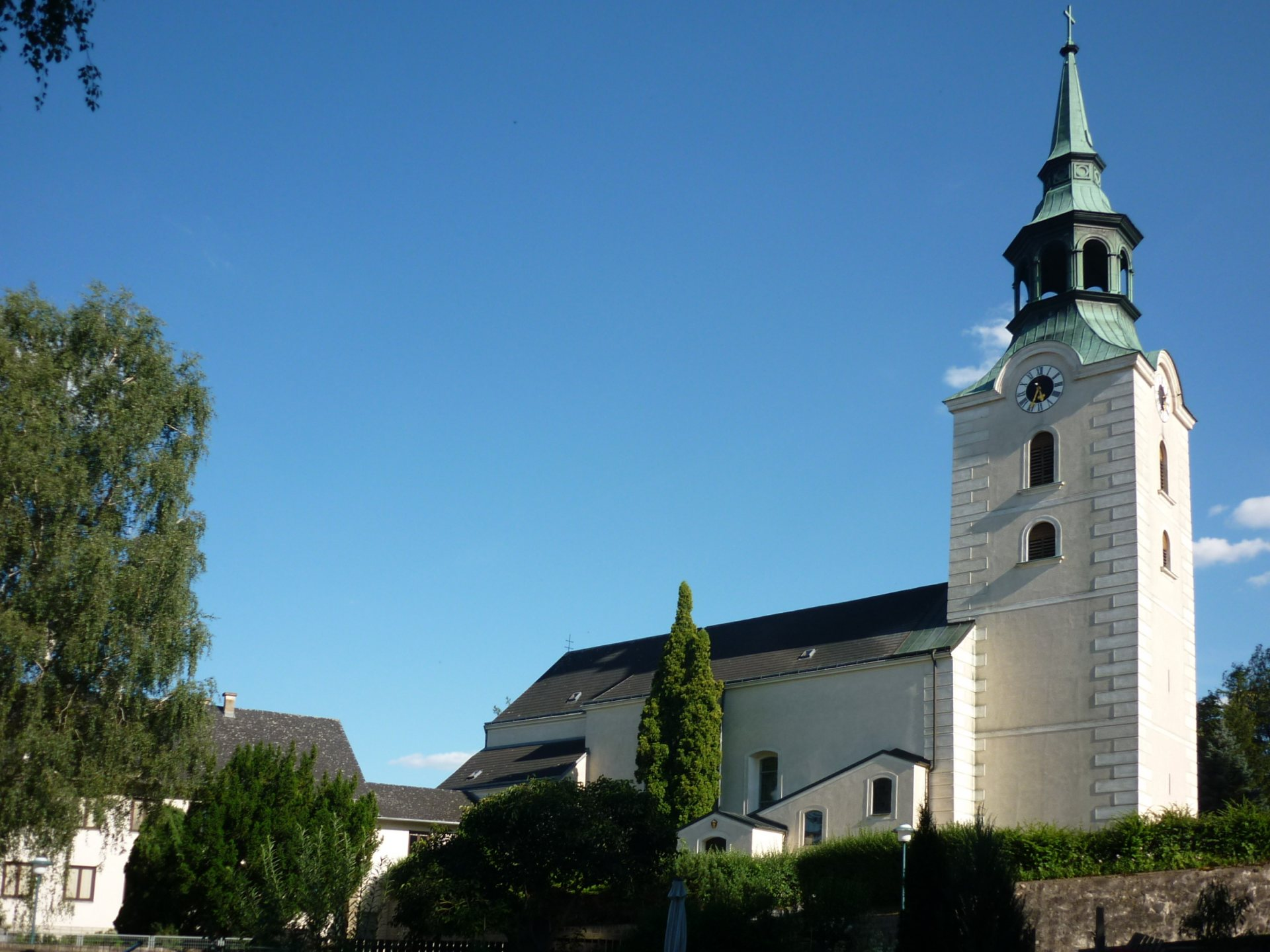
Парафіяльна церква Св Ламберта
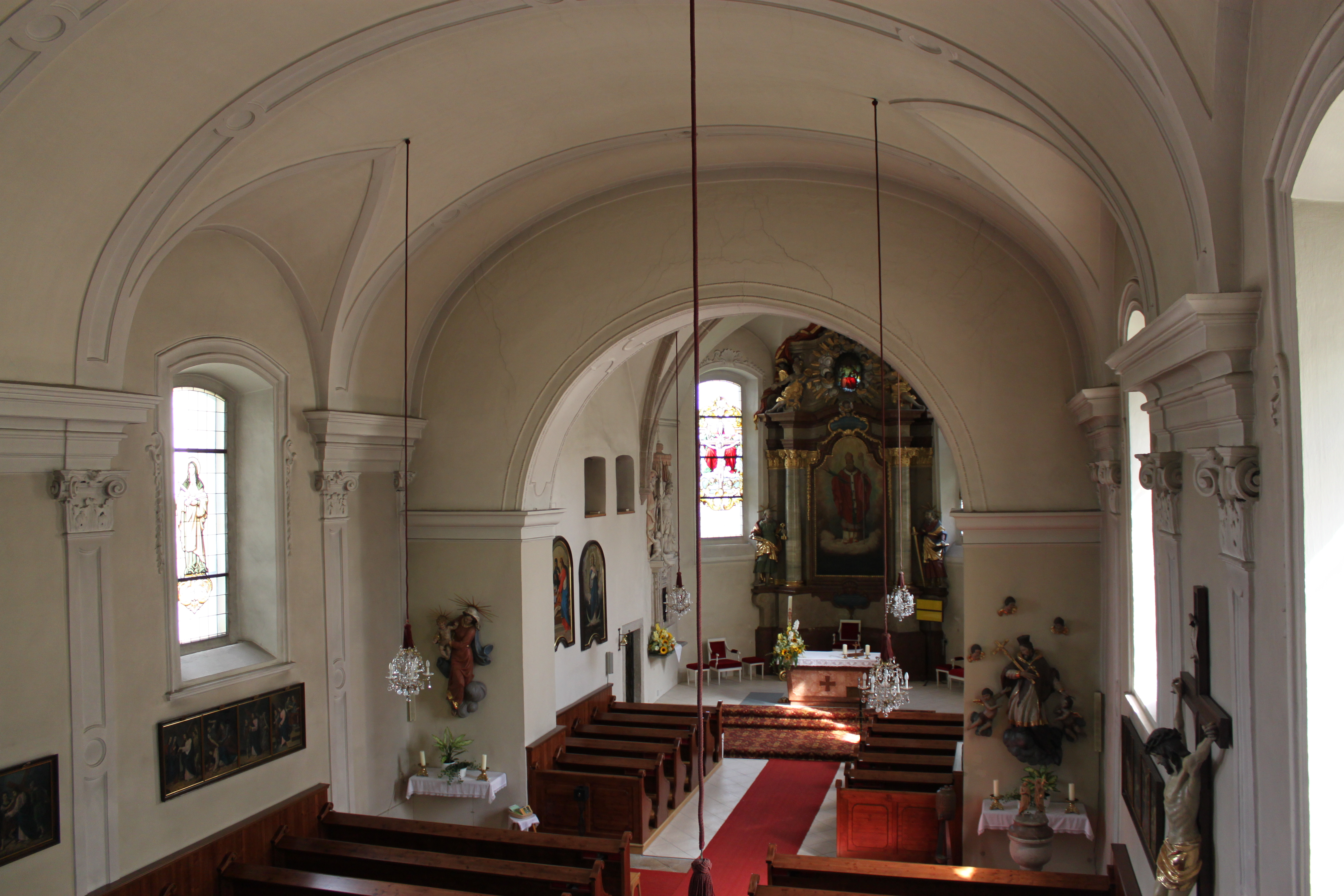
Парафіяльна церква Св Ламберта
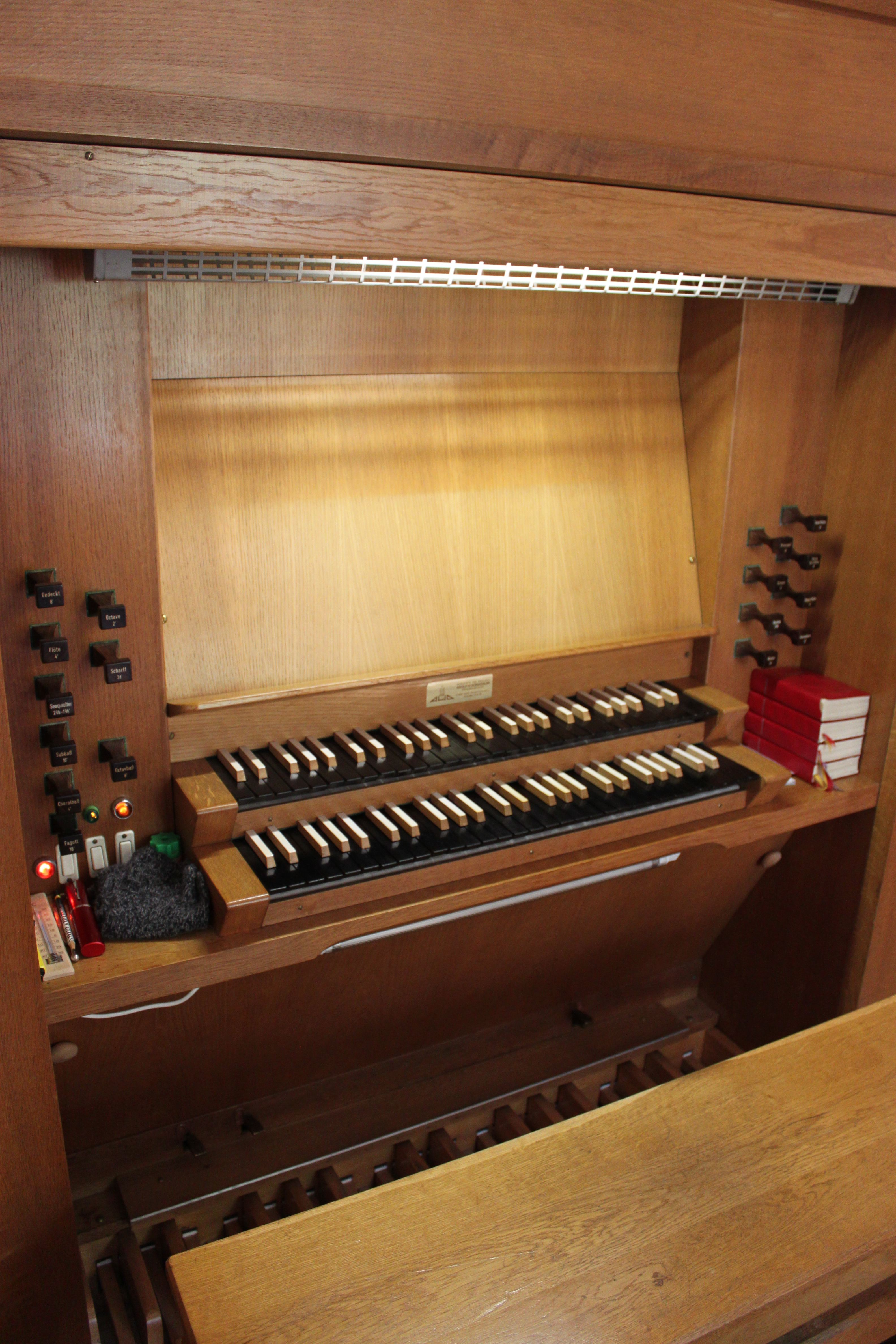
Орган церкви

## Населення
За результатами перепису 2001 року налічувалося 1743 жителів. У 1991 році — 1801 житель, 1981 — у 1897 році, а у 1971 році — 1935 жителів. Рівень зайнятості в 2001 році склав 45,26 відсотка.